# Панасовка (Хмельницкая область)
Панасовка (укр. Панасівка) — село в Дунаевецком районе Хмельницкой области Украины.
Население по переписи 2001 года составляло 383 человека. Почтовый индекс — 32400. Телефонный код — 3858. Занимает площадь 0,825 км². Код КОАТУУ — 6821881504.

## Местный совет
32450, Хмельницкая обл., Дунаевецкий р-н, с. Воробиевка

## Известные жители и уроженцы
- Степанов, Михаил Владимирович (1949—2005) — Герой Социалистического Труда.